# Darrell Britt-Gibson

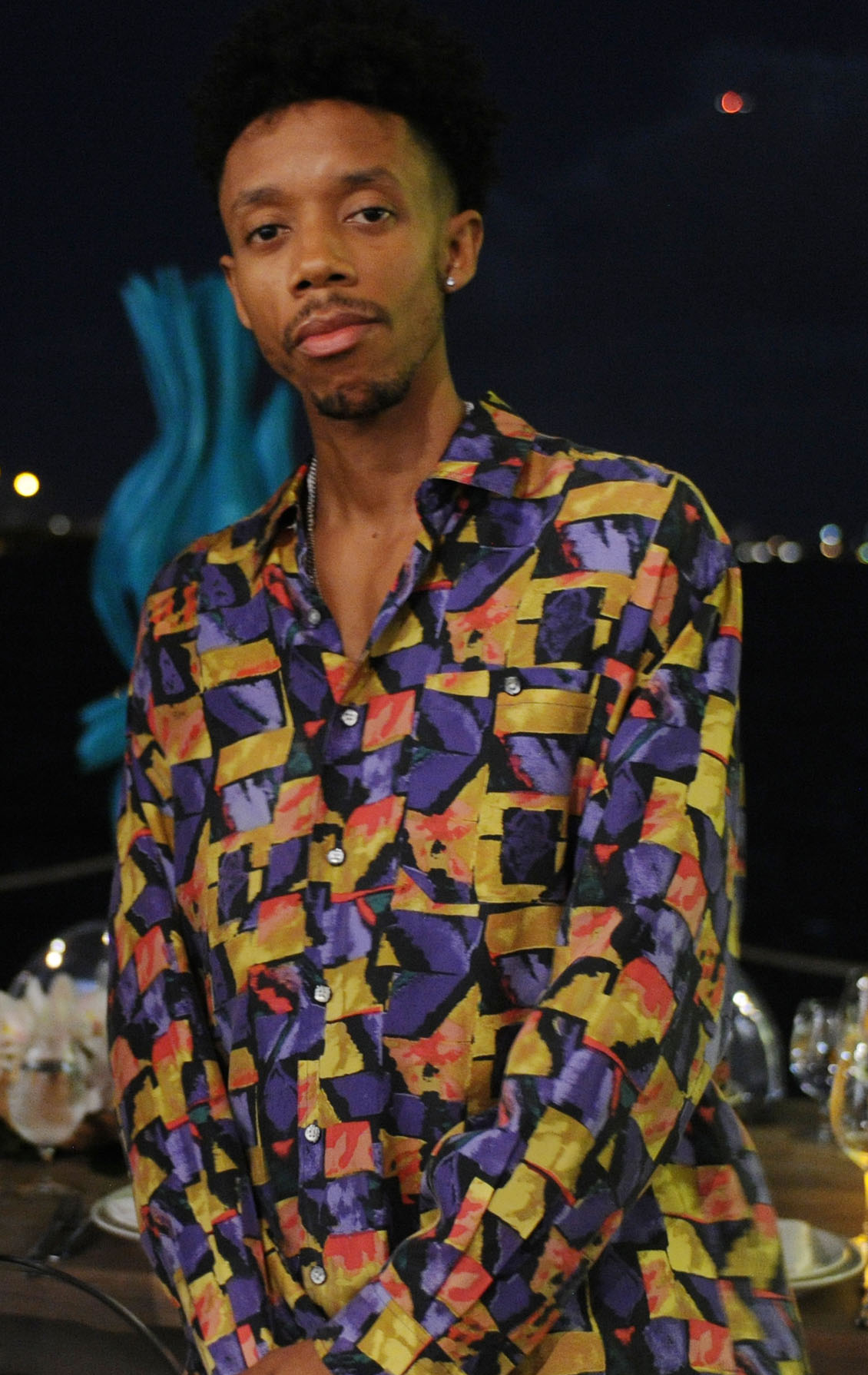
Britt-Gibson auf dem Miami International Film Festival 2016

Darrell Hadari Britt-Gibson (* 1985 in Silver Spring, Maryland) ist ein US-amerikanischer Schauspieler. Bekanntheit erlangte er zunächst durch die Rolle des Darius "O-Dog" Hill aus der Serie The Wire.

## Frühe Jahre
Darrell Britt-Gibson stammt aus Silver Spring. Er ist der Sohn der Autorin und Journalistin Donna Britt und deren ersten Ehemann Greg Gibson. Er hat zudem zwei Brüder, einen jüngeren Halbbruder und mit Justin Britt-Gibson, der als Drehbuchautor und Produzent tätig ist, einen älteren. Die Eltern ließen sich scheiden, als Justin vier Jahre alt war. Er besuchte die University of Maryland, Baltimore County, wo er einen Abschluss in Theater erlangte.

## Karriere
Britt-Gibson ist seit 2006 als Schauspieler aktiv. In seiner ersten Rolle war er wiederkehrend als Darius "O-Dog" Hill in der Erfolgsserie The Wire des Senders HBO in der vierten und fünften Staffel zu sehen. Es folgten Gastauftritte in Southland, Shameless, The Bridge – America und Major Crimes. 2014 war er als Darrell in der letzten Staffel der Serie Californication zu sehen. Weitere Nebenrollen folgten als Rolla in Power und als Moises in Get Shorty.
Seit 2014 ist Britt-Gibson als Shistain in You’re the Worst zu sehen. 2018 übernahm er die Rolle des Jermaine Jefrint in Barry. 2016 war er als Trunk in der Actionkomödie Keanu und als Julian in Jahrhundertfrauen zu sehen. 2017 übernahm er im Filmdrama Three Billboards Outside Ebbing, Missouri als Jerome eine Nebenrolle. In der 2021 veröffentlichten Filmbiografie Judas and the Black Messiah, stellte Britt-Gibson den US-Kongressabgeordneten Bobby L. Rush dar.

## Filmografie (Auswahl)

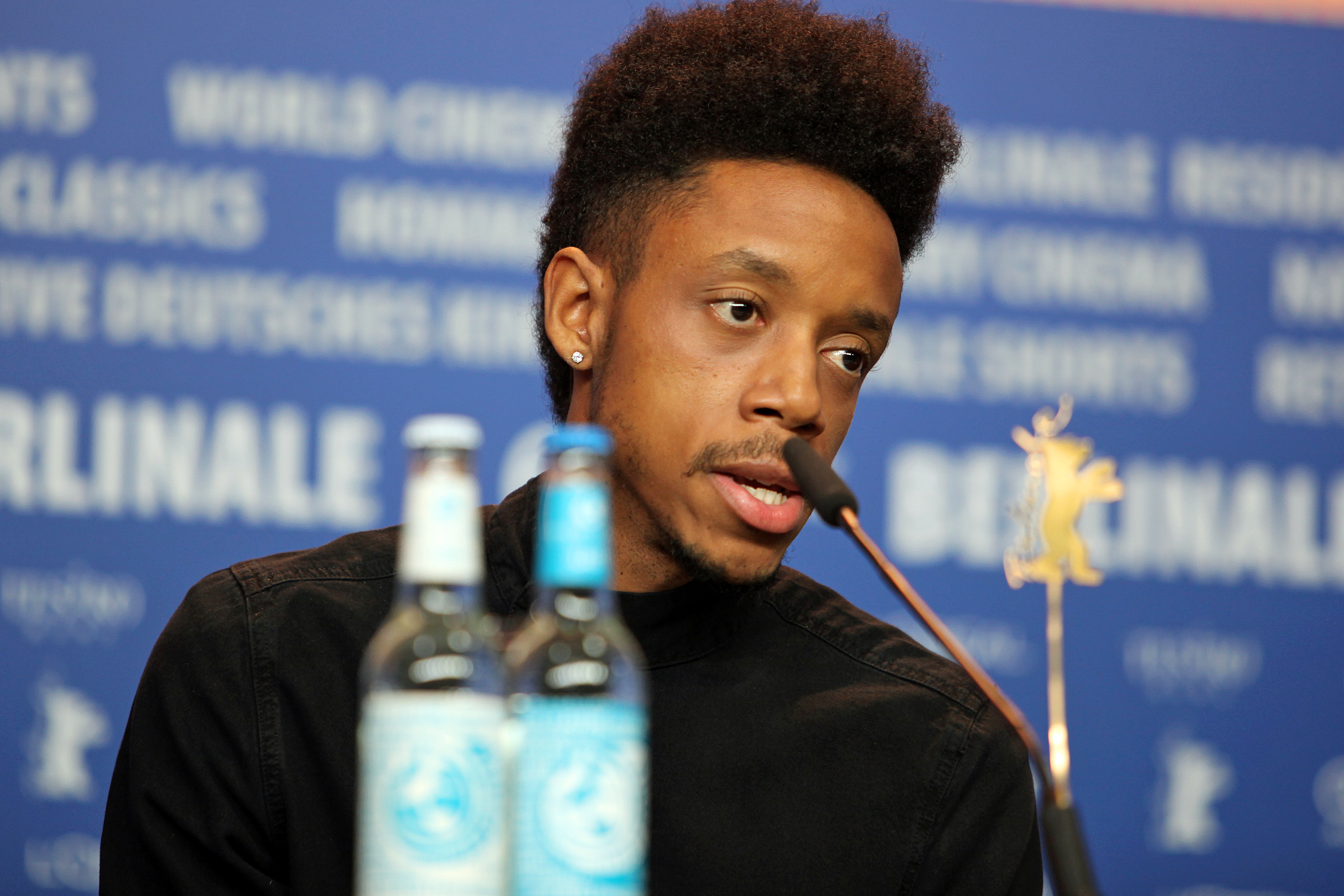
Britt-Gibson auf der Berlinale 2016

- 2006–2008: The Wire (Fernsehserie, 8 Episoden)
- 2009: Toe to Toe
- 2011: Monday Wednesday Friday (Fernsehserie, 2 Episoden)
- 2012: Southland (Fernsehserie, Episode 4x08)
- 2013: Shameless (Fernsehserie, Episode 3x06)
- 2013: W.M.D.
- 2013: The Bridge – America (Fernsehserie, Episode 1x09)
- 2013: Major Crimes (Fernsehserie, Episode 2x16)
- 2014: Californication (Fernsehserie, 6 Episoden)
- 2014: Power (Fernsehserie, 5 Episoden)
- 2014–2019: You’re the Worst (Fernsehserie, 21 Episoden)
- 2016: Soy Nero
- 2016: Keanu
- 2016: Jahrhundertfrauen (20th Century Women)
- 2017: Powerless (Fernsehserie, Episode 1x05)
- 2017: Three Billboards Outside Ebbing, Missouri
- 2018: The Unicorn
- 2018: Get Shorty (Fernsehserie, 8 Episoden)
- 2018–2022: Barry (Fernsehserie, 17 Episoden)
- 2019: Just Mercy
- 2021: Judas and the Black Messiah
- 2021: Silk Road – Gebieter des Darknets (Silk Road)
- 2021: Fear Street – Teil 1: 1994 (Fear Street Part One: 1994)
- 2021: Fear Street – Teil 3: 1666 (Fear Street Part Three: 1666)
- 2022: We Own This City (Miniserie, 6 Episoden)